# Ehrensvärdsgatan 14

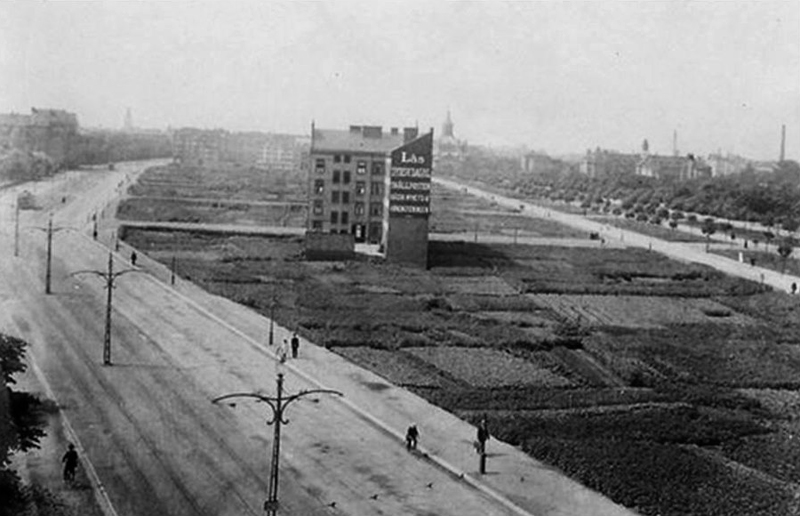
Huset Ehrensvärdsgatan 14 på 1910-talet. Foto från östra delen av Värnhemstorget. Föreningsgatan löper till vänster i bilden och Kungsgatan på den högra sidan.

Ehrensvärdsgatan 14 var ett bostadshus som låg nära Värnhemstorget i Malmö. Det uppfördes 1905 och revs 1975. Under många år − från 1905 till 1921 − var huset helt fristående och närapå det enda huset i ett stort planområde, varför det i folkmun blev kallat Ensamheten. Efter rivningen har aldrig någon ny byggnad uppförts på tomten; i stället är där en ödetomt i ett annars slutet kvarter, något som i sociala medier har omtalats som "tomrummet efter ensamheten".

## Historik
Området utanför Malmös gamla stadskärna som kallades Rörsjömarken var från början en grund sjö, Östra Rörsjön. Under 1800-talet dikades området ut för att skapa fast mark för stadens expansion i det som skulle komma att bli Rörsjöstaden. 
Runt sekelskiftet 1900 påbörjade Malmö stad förberedelser för bebyggelse i de nya kvarteren mellan Sankt Pauli kyrka och Värnhemstorget. Gator och husgrunder anlades. Mindre hus och ekonomibyggnader nära Värnhemstorget revs. Ett par mer värdefulla byggnader blev överförda till andra stadsdelar, till exempel Mölledals kvarn, en stubbamölla som låg vid korsningen Föreningsgatan och Ehrensvärdsgatan, som 1901 flyttades till Östra Kirseberg, där den fortfarande står. 1905 anlades elektrisk spårväg på Föreningsgatan mellan Triangeln och Värnhemstorget.
Huset på Ehrensvärdsgatan 14 började byggas 1904 på tomt nummer 6 i kvarteret Hugo. Tomten ägdes av den rysk-svenske arkitekten Aron Krenzisky, som också ritade huset. 1905 stod ett tjugotal lägenheter klara för inflyttning. I fastigheten bodde inledningsvis både arbetare och tjänstemän. 1921 påbörjades byggandet av de andra tomterna i kvarteret Hugo. Först 1935 i och med färdigställandet av den närliggande Malmgården i kvarteret Helge var hela Rörsjöstaden färdigbyggd.
Byggnaden på Ehrensvärdsgatan kom efter 1945 att bli alltmer nergången. Flera ägare avlöste varandra. En sentida ägare var det kända köpmansparet Dagmar och K. E. Svensson. 1975 revs slutligen huset, som en del av stadens sanering av slumfastigheter.
Efter rivningen användes tomten under några decennier som en mindre parkeringsplats för motorfordon. Sedan 2000-talets början är det ett litet grönområde med plats för cykelparkering och viss sophantering. Tomtägaren, det kommunala fastighetsbolaget MKB, har vissa planer att bygga ett nytt hus på tomten i samband med att delar av de omkringliggande husen rustas upp. Förslag lämnades 2022 av ett arkitektkontor i Malmö.

## Bilder

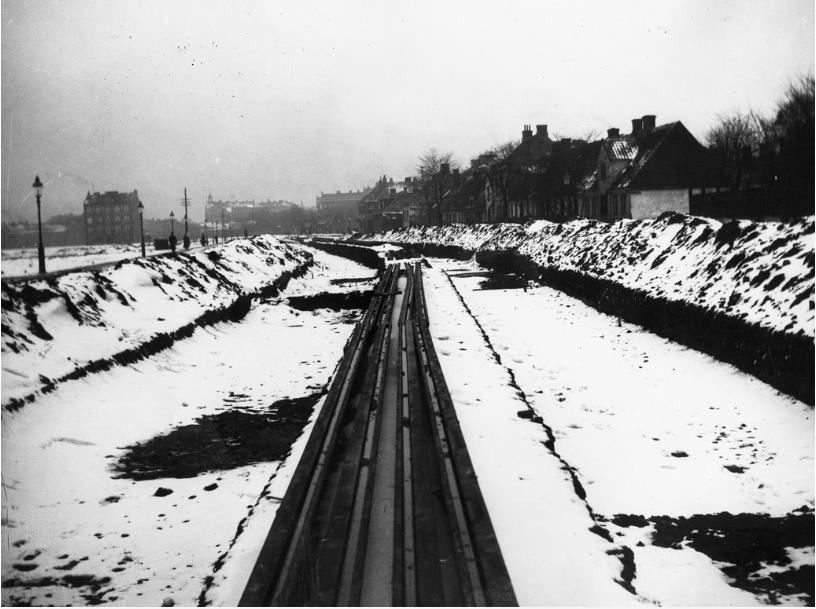
Spårvägsarbete på Föreningsgatan 1905; det nybyggda huset till vänster.
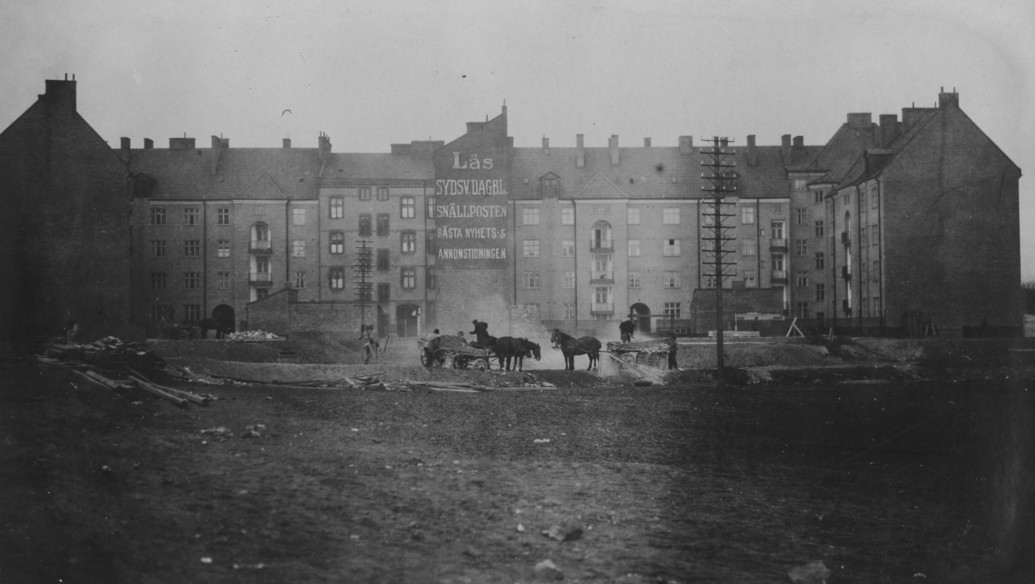
I början av 1920-talet påbörjades uppförandet av byggnader på övriga tomter i kvarteret Hugo.
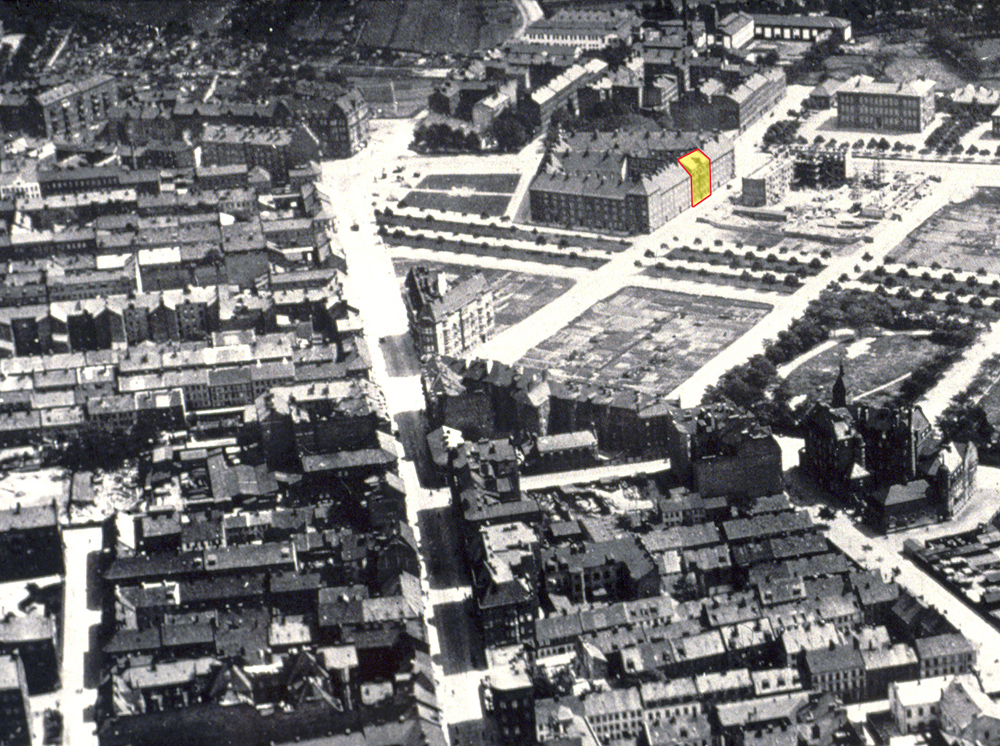
Vy över Östra Förstadsgatan och Värnhemstorget, mitten av 1920-talet, med huset markerat.
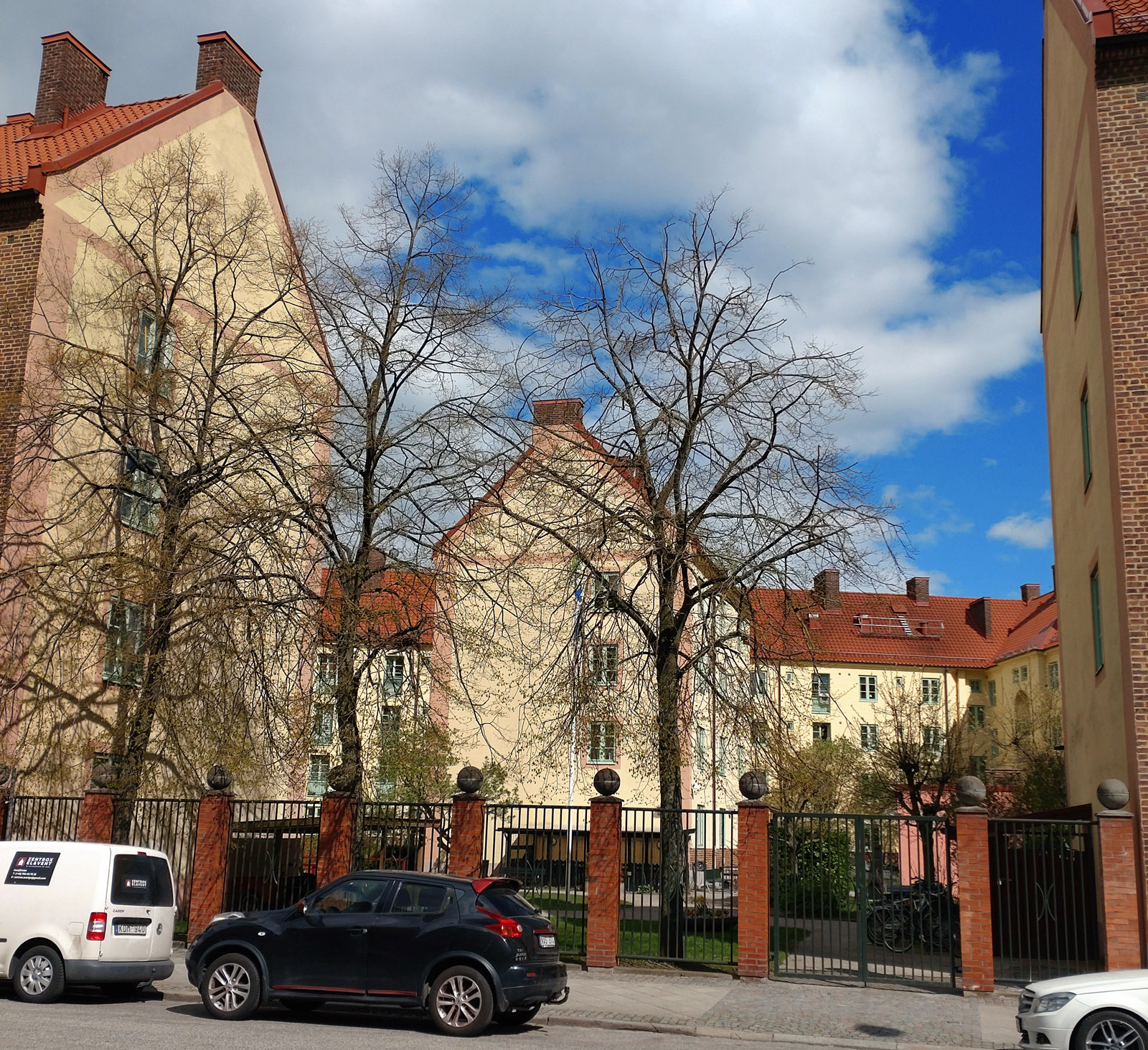
Den obebyggda tomten kallas ibland "tomrummet efter ensamheten".